# Glaphyropteridopsis villosa
Glaphyropteridopsis villosa là một loài thực vật có mạch trong họ Thelypteridaceae. Loài này được Ching & W.M. Chu ex Y.X. Ling mô tả khoa học đầu tiên năm 1999.